# Dora Riparia
Dora Riparia je řeka v Itálii (Piemont) s prameny ve Francii (Provence-Alpes-Côte-d'Azur), levý přítok Pádu. Je 125 km dlouhá. Povodí má rozlohu 1231 km².

## Průběh toku
Pramení v Kottických Alpách (Colle del Monginevro) a teče převážně v úzké a hluboké dolině. Do Pádu ústí v Turíně.

## Vodní režim
K povodním dochází na začátku léta.

## Využití
Je využívána jako zdroj vodní energie. Dolina řeky je důležitou dopravní magistrálou. Vede jí také železnice Turín – Lyon.